# Halterofília als Jocs Olímpics d'estiu de 1928
Als Jocs Olímpics d'Estiu de 1928 celebrats a la ciutat d'Amsterdam (Països Baixos) es disputaren cinc proves d'halterofília, totes elles en categoria masculina. La competició se celebrà entre el 28 i el 29 de juliol de 1928.

## Comitès participants
Cada nació podia participar en cada prova amb un màxim de dos halters, i poden participar en el campionat amb un màxim de deu. Participaren finalment 92 halters de 19 nacions diferents:
| - Alemanya (10) - Argentina (2) - Àustria (10) - Bèlgica (7) - Dinamarca (1) - Egipte (2) - Estònia (4) - França (10) - Itàlia (6) - Letònia (1) | - Lituània (1) - Luxemburg (3) - Països Baixos (10) - Portugal (1) - Regne Unit (5) - Suècia (2) - Suïssa (10) - Txecoslovàquia (6) - Turquia (1) |

## Resum de medalles
| Prova                            | Or                 | Plata            | Bronze          |
| Pes ploma – 60 kg detalls        | Franz Andrysek     | Pierino Gabetti  | Hans Wölpert    |
| Pes lleuger – 67.5 kg detalls    | Hans Haas          | No es concedí    | Fernand Arnout  |
| Pes lleuger – 67.5 kg detalls    | Kurt Helbig        | No es concedí    | Fernand Arnout  |
| Pes mitjà – 75 kg detalls        | Roger François     | Carlo Galimberti | Guus Scheffer   |
| Pes semipesant – 82,5 kg detalls | El Sayed Nosseir   | Louis Hostin     | Jan Verheijen   |
| Pes pesant + 82,5 kg detalls     | Josef Strassberger | Arnold Luhaäär   | Jaroslav Skobla |

## Medaller
| Posició | País           | Or | Argent | Bronze | Total |
| 1       | Alemanya       | 2  | 0      | 1      | 3     |
| 2       | Àustria        | 2  | 0      | 0      | 2     |
| 3       | França         | 1  | 1      | 1      | 3     |
| 4       | Egipte         | 1  | 0      | 0      | 1     |
| 5       | Itàlia         | 0  | 2      | 0      | 2     |
| 6       | Estònia        | 0  | 1      | 0      | 1     |
| 7       | Països Baixos  | 0  | 0      | 2      | 2     |
| 8       | Txecoslovàquia | 0  | 0      | 1      | 1     |